# 四轮驱动

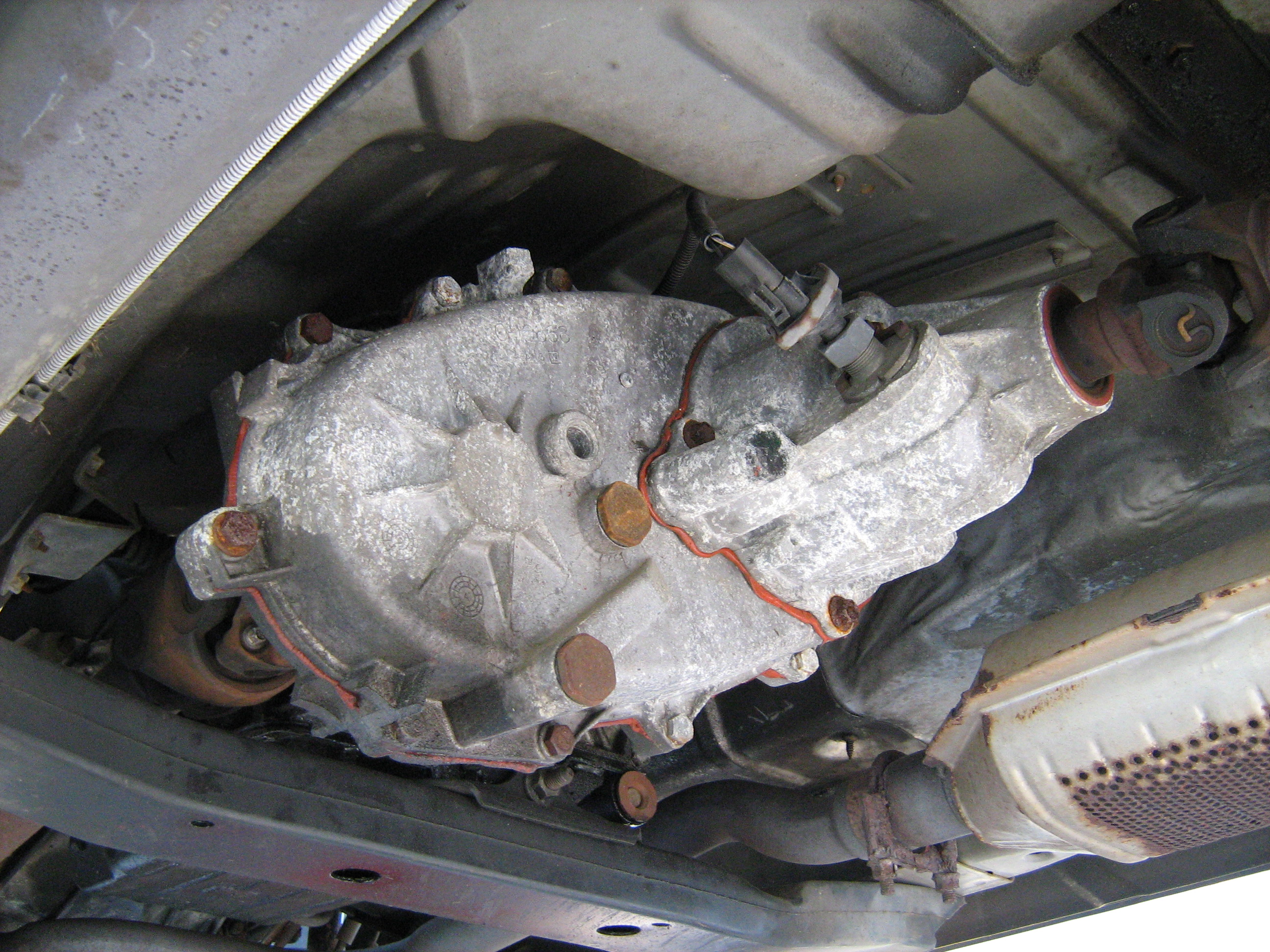
四驅差速器

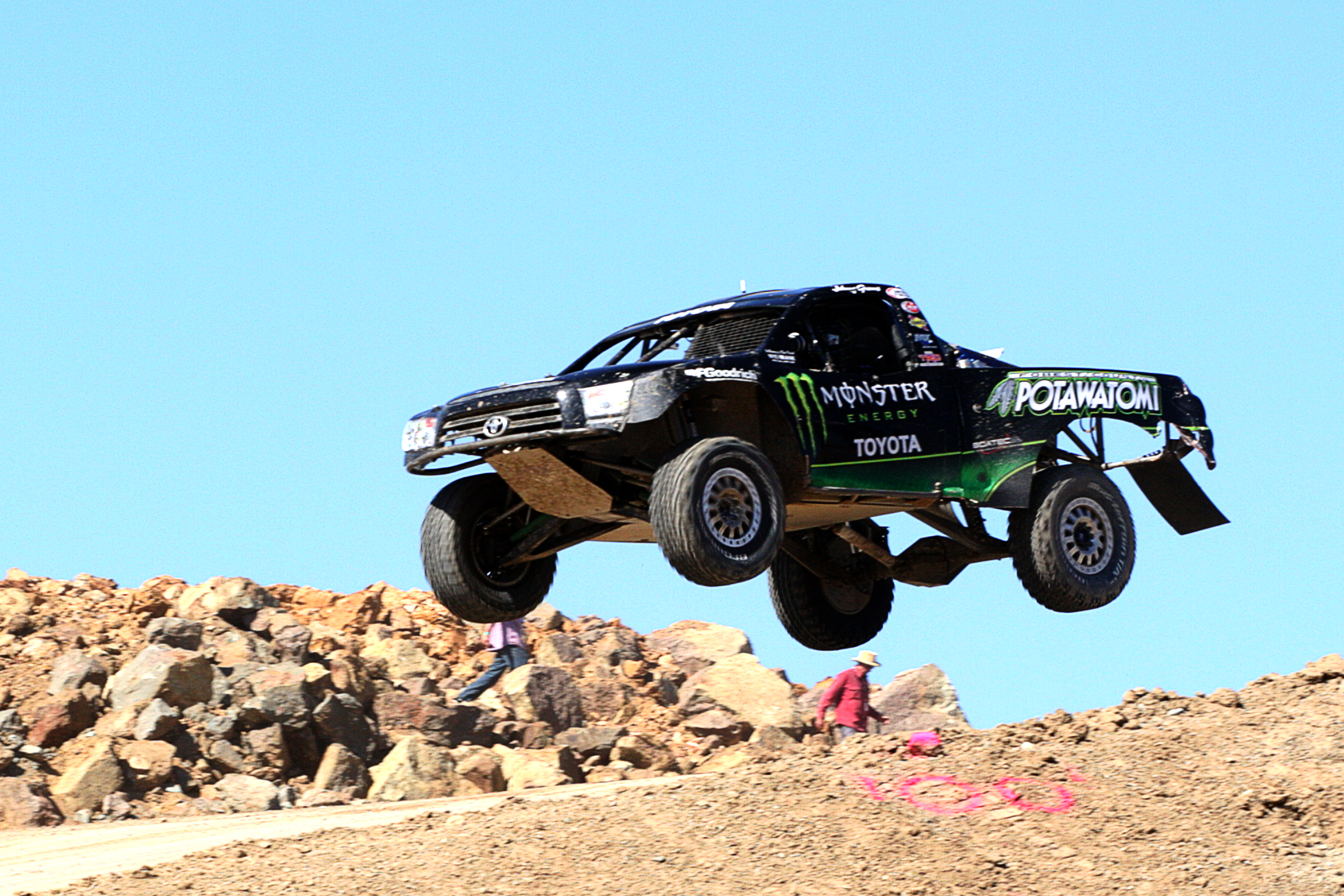
沙漠賽車用的四驅車

四轮驱动（英語：4WD, 4-Wheel Drive），又稱四輪傳動，是指汽車所输出的扭矩传递到所有四个车轮上的设计。很多人看到四輪驅動就會聯想到越野車和SUV，但實際上四輪驅動也被廣泛應用於很多道路車輛上，以在不同的路面及天氣狀況下，為車輛提供更好的加速性能及可控性。
与此相对应的，大部分汽车的引擎只驱动一对车轮，另一对车轮不产生驱动力，称为二轮驱动。四轮驱动的优势在于因路面或地形原因而導致轮胎抓地力不足的情况下，擁有四轮驱动的车輛有更好的可操控性。因此，四轮驱动车很适宜越野行驶的要求，並且在雨雪或各種惡劣路面上，四轮驱动车也較常規的兩輪驅動車輛更加加速性能及不會卡住（摩擦力少的路況，如雪或泥濘路面）。
四轮驱动技术最早出现在1903年，最初是在卡车上采用，后来才逐渐引入一般轎车。

## 設計

### 差速器
當車輛通過彎道時，必須允許不同的車輪以不同的速度旋轉，例如車輛轉彎時，外側輪和內側輪由於所走的路徑不同，其所行駛的距離也不同，所以內外側車輪必須要能夠以不同的速度進行旋轉，而這個問題被稱之為輪差問題，如果輪差的問題無法得到解決，那麼車輛在進行轉彎時就會因為輪胎旋轉的不匹配而產生打滑，從而影響整個車輛的可操控性。
差速器可以使得一個輸出軸以不同的速度驅動兩根輸出軸，可將扭矩（角向力）平均的傳達到兩根輸出軸，同時通過差速器內的差動齒圈分配兩邊的角速度。無論是四輪驅動車輛還是兩輪驅動車輛，都需要面對輪差問題，兩輪驅動車輛可以通過在驅動軸上搭配一個差速器使得引擎輸出軸以不同的速度驅動左右兩邊的車輪軸，以解決輪差的問題，而四輪驅動的車輛由於前後軸都具備驅動力而需要在前後軸各搭配一個差速器來解決左右輪差的問題，除此之外還需要第三個差速器來解決前後驅動軸的軸差問題。
由於差速器允許車輪以不同的速度旋轉，遇到某個車輪打滑或者離地時，這個車輪由於具備較小的摩擦力而飛快的轉動，引擎所輸出的動力會全部消耗在打滑輪上，其他車輪就會失去動力，也就是說差速器可以解決車輛轉彎時造成的輪差及軸差的問題，但是在車輪遇到打滑時，則會加劇車輛持續打滑。

### 限滑
前面提到差速器會導致車輛在某側車輪打滑時，無法輕易的擺脫持續打滑的情況。兩輪驅動的車輛在一側驅動輪陷入打滑的情況下，可以通過牽引力控制系統來限制一側車輪的空轉，從而使得具備抓地力的一側車輪得以驅動車身，從而解決車輛打滑的問題，雖然這會導致剎車片的額外消耗，或可能引擎突然的顛簸，影響處理效果，但這種解決方案也仍然延用至某些四輪驅動車輛上。
差速鎖則是另外一種解決方案，這是一種可以鎖定的差速器，其鎖定後強制車輪以同樣的速率轉動，以解決車輛打滑，這種差速器通常會裝配在四輪驅動車輛的前後軸之間，俗稱中央差速鎖。
還有一種搭配限滑差速器的解決方案，這種差速器與上述的差速鎖類似，所不同之處在於，其不會鎖定強制車輪以同樣的速率轉動，而是允許不同車輪以不同的扭矩進行驅動並將速差控制在一定的範圍內，這種解決方案通常還會搭配上述的中央差速鎖一併使用，除了良好的解決打滑現象外，更提供更加可靠優秀的可操控性。

## 種類
由於四輪驅動會受到轉彎和加減速的影響，四個輪胎會有不同的轉速與配重，如果構造像2WD一樣不但會影響性能表現，更會嚴重磨損輪胎，所以必須要增設些裝置來改善這些問題，而且也會較耗油。因為設計的不同而演變出不同的種類，目前大致可分成五種。

### 分時四驅
一般均搭配兩個差速器(前軸與後軸各一個)，並於傳動軸配置一組離合器或加力箱(功能類似，僅具離合功能的為離合器，現市售車較少使用，能鎖定扭力配置的為加力箱，不過兩者構造完全不同)，有手動的驅動模式切換裝置。在一般路況下(如柏油路)行駛時分開傳動軸，只用前輪或後輪來驅動(兩輪驅動模式或稱2WD模式)，如遇上極差路況(如泥地和雪地)，則結合傳動軸使四個輪胎同步驅動(四輪驅動模式或稱4WD模式)，利用2WD模式應付轉彎造成的輪差和柏油路用4WD的耗油問題，而4WD模式下四個輪胎的動力完全固定且平均(前後輪扭力固定在50:50)，採用加力箱者更可做扭力配置鎖定(例如將前後輪扭力固定在25:75)，這點在越野時有相當的優勢，故為有越野需求的SUV運動休旅車、貨卡和吉普車等車款的主流驅動系統，而且構造較簡單，但對於無越野需求的車款就毫無益處。

### 全時四驅
全时四驱是能够在不论在任何路况下都以四个车轮驱动的系统，全时四驱车型需要配有三个差速器(前桥、后桥与中央)，没有驱动模式的切换装置，而是在前后驱动桥之间上多配置了一组中央差速器，以避免全时四驱车辆转弯时由于前后驱动桥的转速差导致磨损轮胎的问题，装备全时四驱的车辆多为高级全尺寸越野车、豪华轿车、跑车和CUV跨界休旅车等车款上，虽然这些车多半行驶在铺装路面，但是通过全时四驱可以让四轮驱动的加速性、稳定性和循迹性完整的优势发挥出来。

### 獨立驅動
有些四輪電動車採用雙電動機設計以達至全轮驱动。兩個電動機分別用來驅動前軸及後軸，因此只需要兩個差速器。此外，兩個電動機可以分別針對低速（高扭力）和高速行車作優化，使電動車在高、低速度下均維持較高的效率。
在部分設計中，兩個電動機並不能同時以最大功率運作，因此汽車的總馬力不是簡單地把兩個電動機的馬力相加。

### 適時四驅
同樣搭配共三個差速器(前軸、後軸與傳動軸)，中央差速器同時還兼具離合器或加力箱的設計，有時會外加扭力分配裝置與電腦控制單元，有手動或自動的驅動模式切換裝置。簡單來講，就是結合分時四驅與全時四驅兩者構造的四輪驅動驅動系統，既可使用較省油的2WD模式，也可使用運動性佳的全時四驅模式，也可使用越野性佳的鎖定四驅模式，在鎖定四驅模式中，中央差速器會被鎖住，前後軸的傳動比會被鎖定在50比50，使其發揮出和分時四驅一樣的動力固定平均特性以應對越野的需求，採用加力箱者亦可做扭力配置鎖定。例如速霸陸Impreza WRX STI上所搭載的具備DCCD功能的Symmetrical AWD就是代表。這種四驅系統因為功能多，故被現在許多運動休旅車所採用，但也有構造複雜、成本高和笨重的缺點。

### 智能四驅
特殊的四驅系統，差速器和離合器的數量視設計而異，但一定會有扭力分配裝置與控制電腦，以及自動的驅動模式切換裝置。因為設計取向不同模式切換也不一樣，例如Nissan GT-R所搭載的ATTESA E-TS就是代表，一般情況下只靠後輪傳動，但一旦車速感應器以及其車身內的兩個g力感應器感受到車身打滑或不穩定時，就會主動驅動前輪來穩定車身，完全不受人控制，這是種為了確保動力完整輸出的後驅型智能四輪驅動。

### 混合動力式四驅
受油電混合等混合動力車輛(Hybrid)系統下催生而來的四輪驅動系統，以油電混合為例，其設計可以是以汽油或柴油引擎驅動前輪、再以電動馬達驅動後輪（或相反），借此發揮出前輪驅動、後輪驅動和四輪驅動皆可行的驅動系統，如Toyota MR-S Hybrid Concept和Volvo V60 Plug-in Hybrid就是很好的代表。

## 設計分類

### 中央差速器帶機械差速鎖
- 愛快羅密歐164 Q4 (中央粘性耦合式差速鎖及後橋托森式限滑差速器)
- 愛快羅密歐155 Q4 (中央弗格森粘性耦合式差速鎖及後橋托森式限滑差速器)
- AMC Eagle (中央粘性耦合式差速鎖)
- 奧迪Quattro Coupé, 80, 90, 100, 200 (中央差速鎖) - 至1987年止
- 奧迪Q7 - (中央双小齿轮锁止离合器式差速器)
- BMW 3系列及BMW 5系列（二十世紀九十年代） - （中央粘性耦合式差速鎖及後橋粘性耦合式限滑差速器）
- 雪佛蘭 Rounded-Line - (中央行星式雙速差速鎖及後橋伊頓式自動差速鎖)
- 福特Escort
- 福特Expedition (1997–今) - (中央多離合片式差速鎖)
- 福特Explorer (1995–2010) - (中央多離合片式差速鎖)
- 梅賽德斯-賓士GL系列 - 4Matic (中央及後橋差速鎖)
- 悍馬 (軍用汽車) - (托森式前橋及後橋限滑差速器，配開放式中央差速器帶中央差速鎖)
- 悍馬H2, H3 - (中央差速鎖)
- 吉普大切諾基, 吉普指揮官
- 吉普Liberty, 吉普切諾基, 道奇Durango - (開放式中央差速器帶中央差速鎖)
- 荒原路華Defender
- 荒原路華Discovery/LR3
- 荒原路華Freelander
- 凌志RX300 - (中央粘性耦合式差速鎖)
- 林肯Navigator (1998–今) - (中央多離合片式差速鎖)
- 梅賽德斯-賓士Unimog - (中央及後橋差速鎖).
- 梅賽德斯-賓士G系列 - (中央差速鎖搭配前後橋差速鎖)
- 三菱帕傑羅
- 保時捷卡宴 - (中央行星齿轮锁止离合器式差速器)
- 荒原路華Range Rover (1970–1995) - (限滑差速器配手動鎖或中央弗格森粘性耦合式差速鎖)
- 荒原路華Range Rover (1994–2002) - (中央弗格森粘性耦合式差速鎖)
- 鈴木Grand Vitara/Escudo - (限滑差速器配手動鎖)
- 速霸陸 - (中央粘性耦合式差速鎖或中央多離合片式差速鎖)
- 速霸陸Impreza WRX STI - (中央電子可調式差速鎖配前橋機械式限滑差速器及後橋托森式限滑差速器)
- 豐田陸地巡洋艦
- 豐田Sequoia
- 大眾途銳 - (中央双小齿轮锁止离合器式差速器)

### 托森式中央限滑差速器
- 愛快羅密歐 Q4s
  - 156 Crosswagon and Sportwagon
  - 159
  - Brera
- 奧迪
  - 80 & 90
  - 100 & 200
  - A4, S4, RS4
  - A5 & S5
  - A6, S6, RS6
  - A8, S8
  - Q5, Q7
- 賓利Continental GT, 賓利Continental Flying Spur
- 雪佛蘭Trailblazer SS Torsen T-3
- 凌志GX470, 豐田陸地巡洋艦Prado
- 荒原路華Range Rover (2002–2009)
- 豐田4Runner
- 豐田FJ Cruiser
- 豐田Hilux
- 豐田陸地巡洋艦
- 福斯汽車4Motion系統:
  - 大众帕萨特
  - 大众辉腾

经典的机械式限滑差速器，反应速度快，在多届拉力赛中留名。

### 開放式中央差速器
- BMW 3系列 and BMW X5及xDrive (2001-今) - (行星式中央差速器搭配38/62扭矩分流器)
- 凱迪拉克Escalade, STS AWD, SRX AWD
- 克萊斯勒300C AWD
- 道奇Magnum, Charger AWD
- 通用Yukon Denali, XL Denali, Sierra Denali
- 梅賽德斯-賓士 4Matic, R系列, 及ML系列 (有些ML系列使用或可選配高端的中央及後橋差速鎖)
- 豐田漢蘭達

以上車型由於搭配開放式中央差速器，所以均利用牽引力控制系統通過ABS對打滑車輪進行制動來解決打滑問題

### 多離合式差速器
- 讴歌RL, RDX  (SH-AWD)
- 讴歌MDX SH-AWD & VTM4
- 福特Explorer
- 本田Ridgeline
- 本田Pilot
- 英菲尼迪FX (ATTESA E-TS)
- 梅賽德斯-賓士第一代4MATIC
- 三菱GTO MR/3000GT VR-4
- 三菱Lancer Evolution - S-AWC
- 三菱Outlander GT S-AWC
- 三菱Outlander (2003–2006)
- 日產GT-R (ATTESA E-TS)
- 日產Skyline GT-R (ATTESA E-TS and ATTESA E-TS-PRO)
- 日產Skyline GTS4 (ATTESA E-TS)
- 保時捷959
- 紳寶9-3, 紳寶9-5, 紳寶9-4X (紳寶XWD)

### 多離合器片耦合式差速器
- 奧迪A3 quattro, 奧迪S3, 奧迪TT quattro, 奧迪R8
- BMW xDrive: BMW 3系列, BMW 5系列, X3, BMW X5
- 雪佛蘭Equinox
- 克萊斯勒Pacifica
- 道奇Nitro
- 道奇Caliber
- 福特: Escape, Freestyle, Edge, Fusion, Five Hundred
- 本田CR-V, HR-V, Element
- 現代Santa Fe, 現代Tucson, 現代Veracruz
- 英菲尼迪: G35x, M35x
- 吉普Compass
- 吉普Grand Cherokee
- 荒原路華Freelander 2
- 兰博基尼
- 林肯: MKS, MKZ
- 馬自達Mazdaspeed6
- 馬自達Tribute、馬自達CX-7、馬自達CX-9
- 三菱Outlander (現今車型)
- 日產Murano
- 保時捷911
- 龐蒂克Torrent (GMPCA)
- 速霸陸Legacy、Outback、Impreza、Forester、Tribeca
- 鈴木: SX4、XL7、Aerio
- 豐田RAV4 (2005-今)
- 豐田Sienna AWD (2011-今)
- 大众高尔夫 4motion, 大众捷达 4motion, 大众Tiguan 4motion, 大众帕萨特 (B6) 4motion
- 沃爾沃: S40, S60, S80, V50, V70, XC70, XC90

### 其他設計
- 法拉利FF，引擎前端另設小型波箱為前輪提供動力。
- 日產GT-R的ATTESA E-TS智能四輪驅動系統是一套後驅型智能四輪驅動系統,此套系統在大部分情況下保留後驅車的特性，中央差速器在大部分情況下將動力傳送至後輪，不會像全時四輪驅動系統那樣在尾速時會流失過多的動力。這樣在一些容忍度較高的彎道內，日產GT-R可以令前後輪分工更明確，而一旦四個車輪的車速感應器以及其車身內的兩個g力感應器得到信號並計算得出需要四輪驅動時，整套ATTESA E-TS系統就會介入然後通過傳遞動態控制命令給電控系統來達到控制後橋的液力差速器，使得後輪被迫減少動力，然後中央差速器再將剩餘的動力傳遞到前輪。

## 各廠商四輪驅動系統引入民用車時間表
| 使用年份 | 廠商            | 率先使用車型                      | 量產 | 小投產            |
| 1938     | GAZ             | GAZ-61                            |      | x (238)           |
| 1966     | Jensen          | Jensen FF                         |      | x (320 units)     |
| 1972     | 速霸陸          | 速霸陸Leone                       | x    |                   |
| 1980     | American Motors | AMC Eagle                         | x    |                   |
| 1980     | 奧迪            | 奧迪Quattro                       | x    |                   |
| 1982     | 雷諾汽車        | 雷諾18 Combi 4×4                  | x    |                   |
| 1984     | 愛快羅密歐      | Alfa 33 4×4                       | x    |                   |
| 1984     | 三菱汽車        | 三菱Cordia 4WD Turbo              | x    |                   |
| 1984     | 福斯汽車        | 福斯Passat Syncro                 | x    |                   |
| 1984     | 寶獅汽車        | 寶獅205 T16                       |      | x (200 units)     |
| 1985     | BMW             | BMW 325iX                         | x    |                   |
| 1985     | 蘭吉雅          | 蘭吉雅Delta HF 4WD                | x    |                   |
| 1985     | 馬自達汽車      | 馬自達323 4WD                     | x    |                   |
| 1985     | 鈴木汽車        | 鈴木Samurai                       | x    |                   |
| 1986     | 豐田汽車        | 豐田Celica GT-Four All-Trac Turbo | x    |                   |
| 1986     | 福特汽車        | 福特RS200                         |      | x (220 units)     |
| 1987     | 梅賽德斯-賓士   | 梅賽德斯-賓士W124 4MATIC          | x    |                   |
| 1987     | 保時捷          | 保時捷959                         |      | x (292 units)     |
| 1988     | 歐寶            | 歐寶Vectra 4×4                    | x    |                   |
| 1989     | 雪鐵龍          | 雪鐵龍BX                          | x    |                   |
| 1990     | 雪佛蘭          | 雪佛蘭Astro                       |      | x                 |
| 1991     | 兰博基尼        | 兰博基尼Diablo VT                 |      | x                 |
| 1991     | 布卡堤          | 布卡堤EB110                       |      | x (ca. 300 units) |
| 1992     | 菲亞特汽車      | 菲亞特Tempra 4×4                  | x    |                   |
| 1997     | Volvo           | Volvo850 AWD                      | x    |                   |
| 2001     | 捷豹汽車        | 捷豹X-Type                        | x    |                   |
| 2008     | 紳寶            | Saab 9-3 Turbo X                  | x    |                   |
| 2011     | 法拉利汽車      | 法拉利FF                          | x    |                   |

## 代表車種

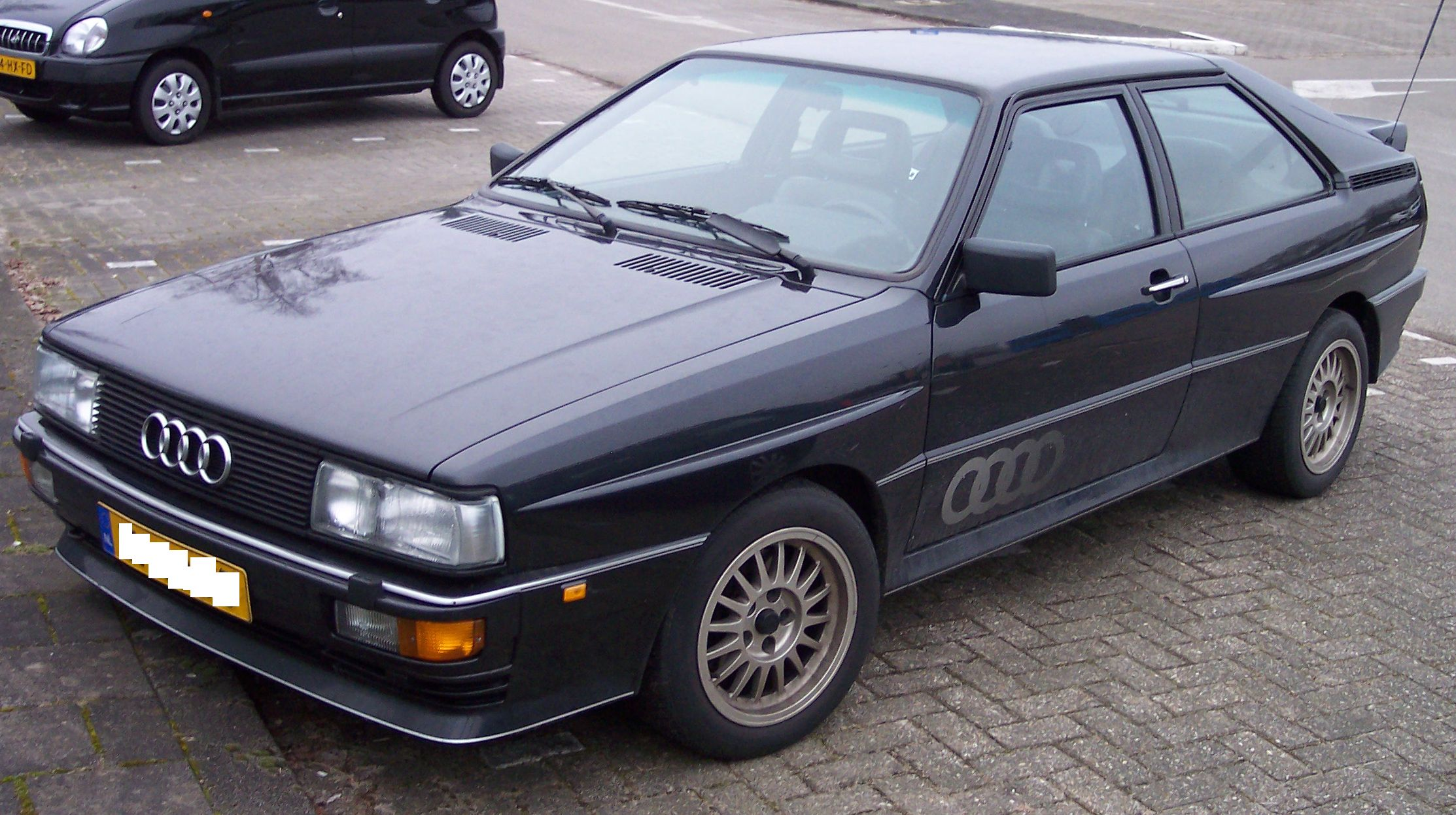
奧迪Quattro所使用的quattro系統，引領全球
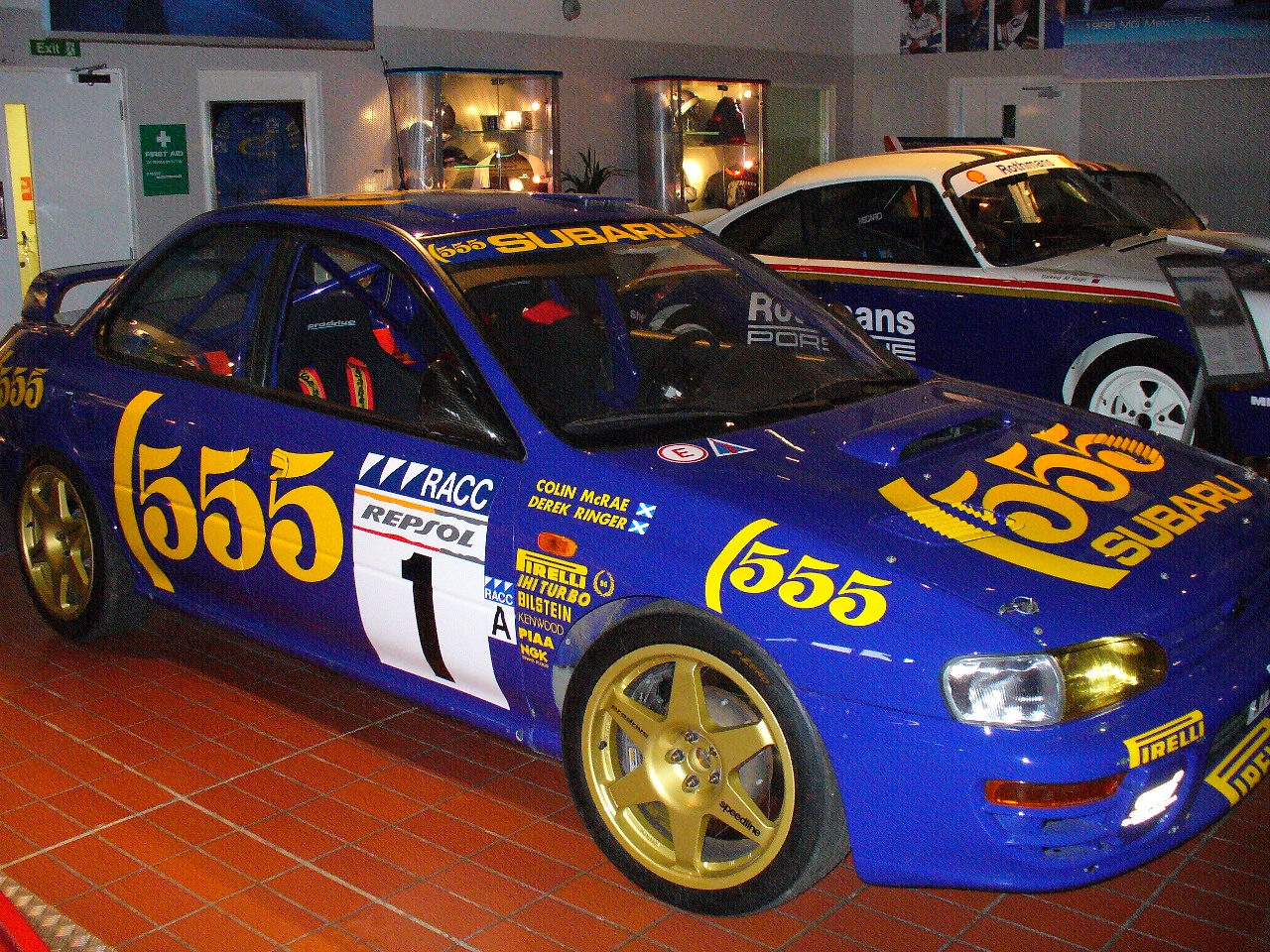
速霸陸Impreza使用的Symmetrical AWD系統在WRC留名
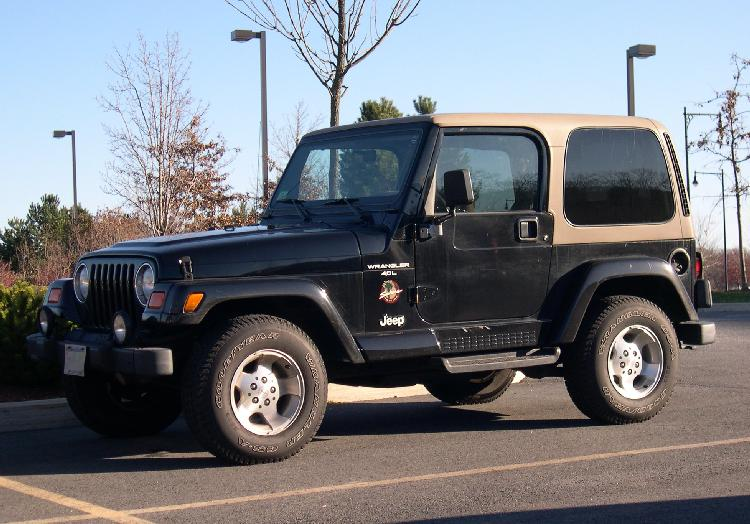
四轮驱动的吉普牧马人
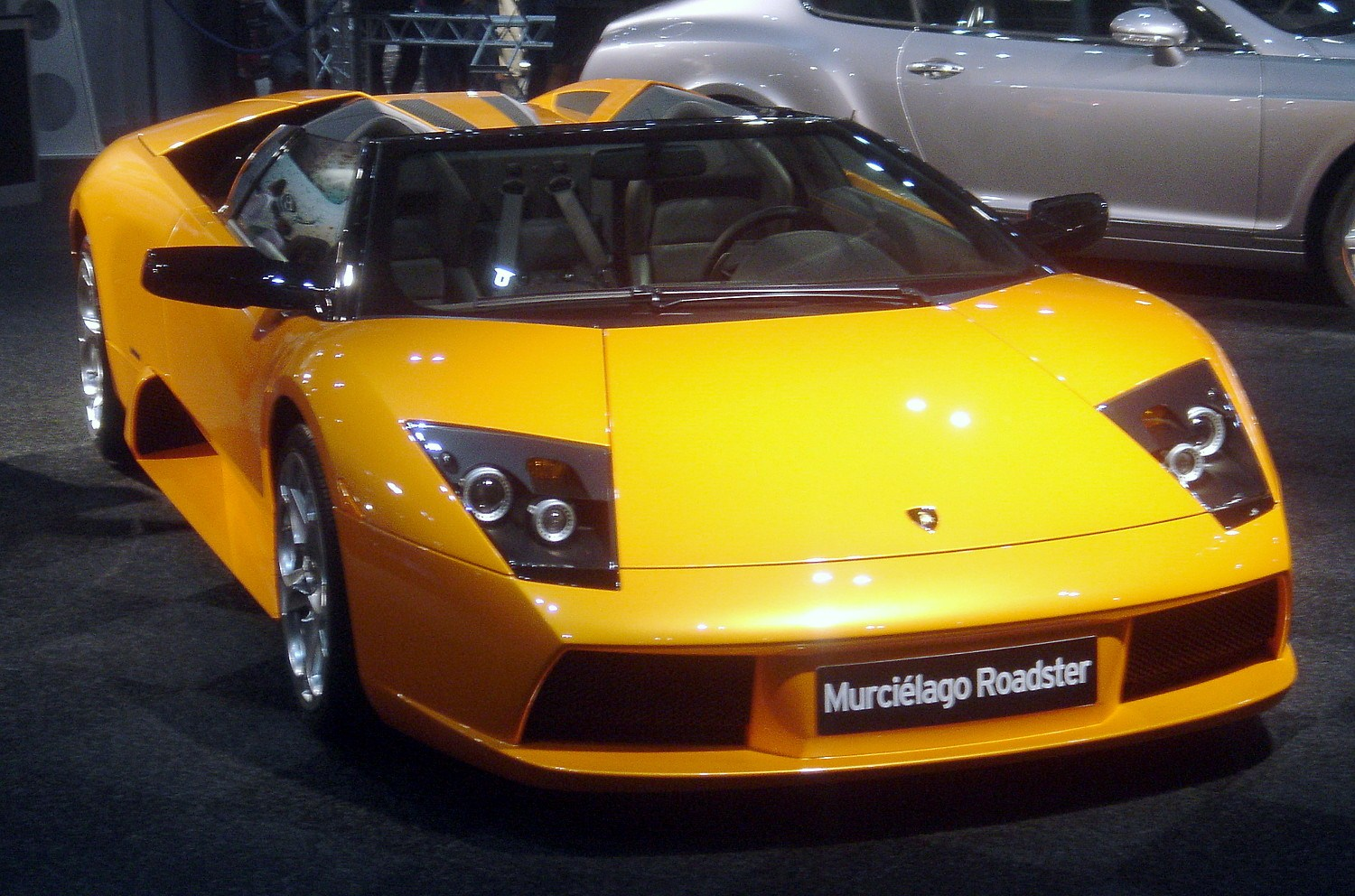
藍寶堅尼Murciélago在后轮打滑的情况下会将动力分配到前轮
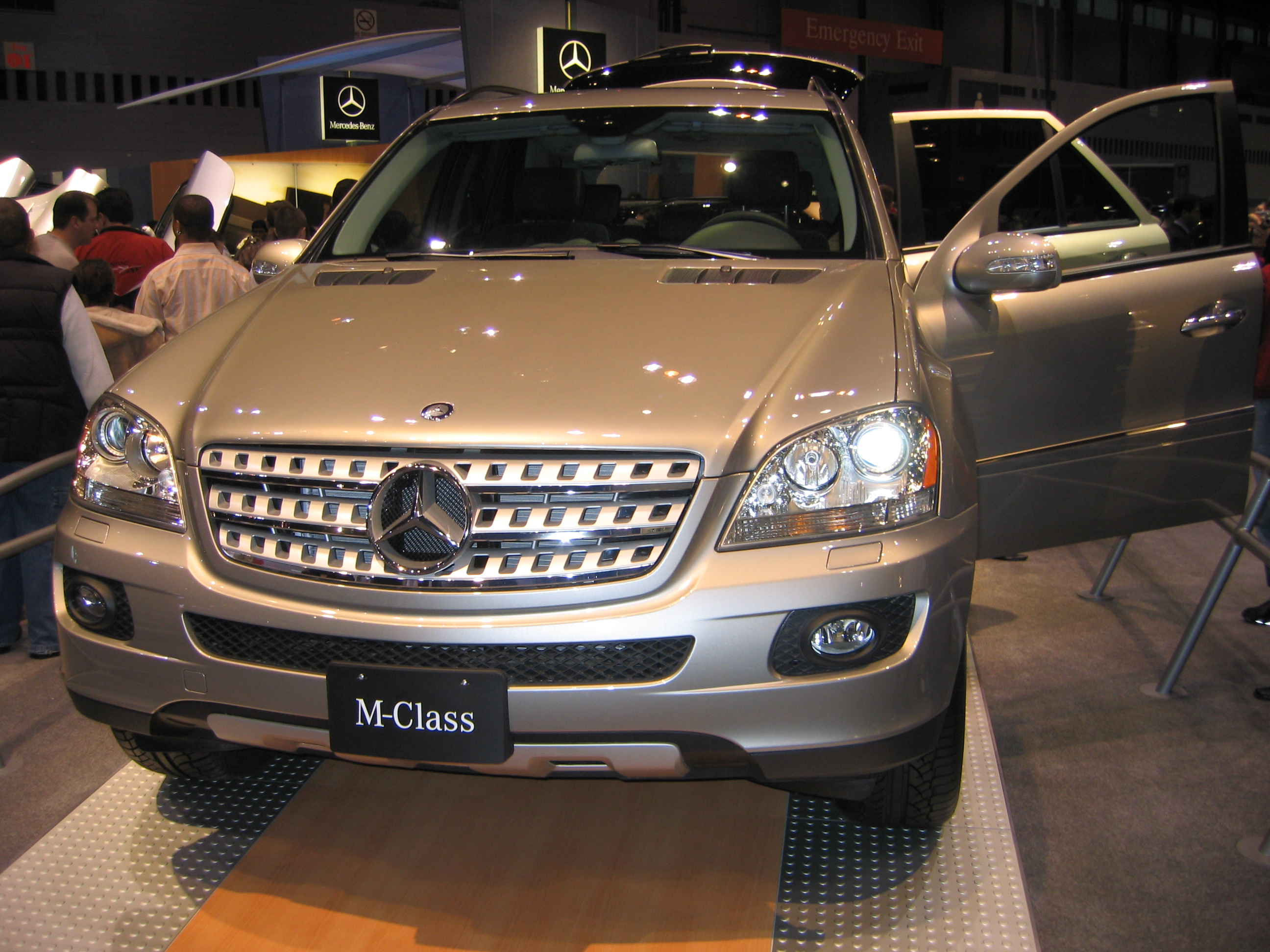
奔驰M级为一款全轮驱动车，全时均匀的分配动力到四个车轮并带有牵引力控制。
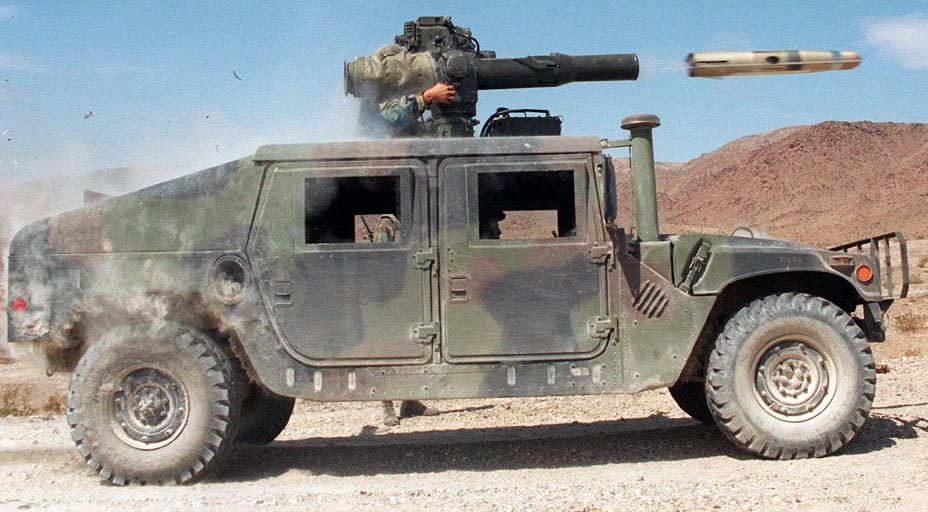
美军的现役越野车HMMWV采用可锁死的中央差动器实现全时四轮驱动
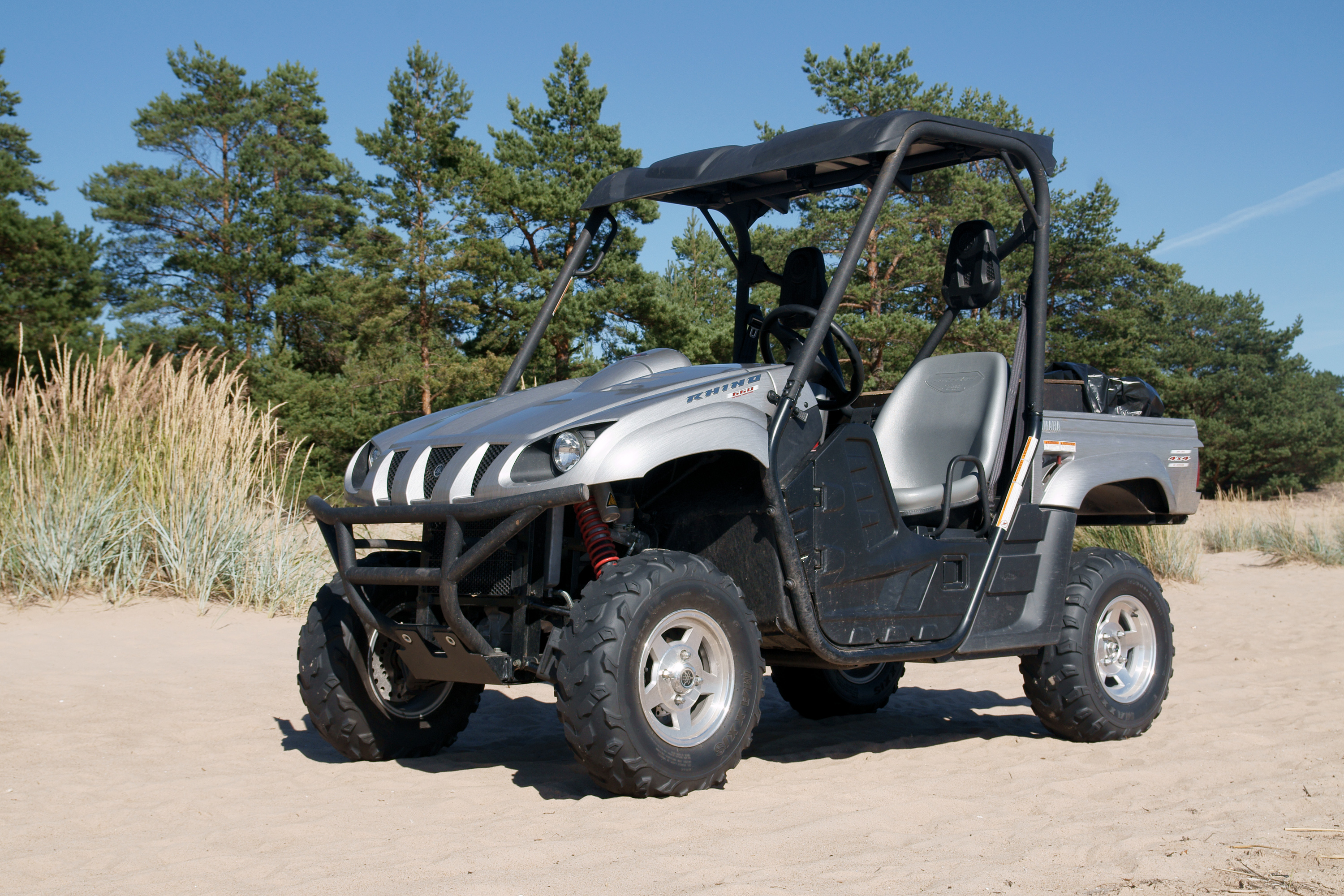
山葉犀牛